# Usmate Velate
Usmate Velate (Öeus Velàa en el dialecto de la Brianza) es un municipio italiano, según los datos demográficos del 2014 cuenta con 10,259 residentes (datos actualizados marzo de 2015), se encuentra en la  Provincia de Monza y Brianza (Lombardía), situado 13 kilómetros al norte de Monza y a mitad de camino (25 km) entre Milán y Lecco.

## Evolución demográfica
| Gráfica de evolución demográfica de Usmate Velate entre 1861 y 2001 |
|                                                                     |
| Fuente ISTAT - elaboración gráfica de Wikipedia                     |

## Geografía física
Usmate Velate se extiende en un territorio de colinas, típico de la Brianza (territorio característico de Lombardia, al norte de Milán), en el límite con Lecco, otra provincia de Lombardía. Abarca una superficie de 9.97 km² ubicada en promedio a 246m sobre el nivel del mar. Colinda con los municipios de Arcore, Camparada, Casatenovo, Carnate, Lomagna y Vimercate.
El municipio forma parte de los parques Molgora y Colli Briantei.

## Clima
Usmate Velate, según la Clasificación_climática_de_Köppen, goza de un clima templado de las latitudes medias, generalmente lluviosos o húmedos en todas las estaciones y con temperaturas muy calurosas y bochornosas que no exceden de un promedio de 35 °C. La precipitación se concentra en los períodos comprendidos entre marzo y mayo, con un ligero descenso en los meses de verano, y un empeoramiento en el periodo comprendido entre octubre y noviembre. 
El municipio pertenece a la zona climática E[2].

## Historia

### Usmate
Usmate, antiguamente llamada "Uocimate" y antes que Vimercate se convirtiera en Pieve della Martesana, señalaba el límite meridional de la Brianza.
Crecía como una defensa de la verde y fértil tierra de la Brianza, una gran extensión de matorrales densos que se extendieron por un lado hasta Casate Vecchio y por el otro lado hasta Lomagna.
Desde la antigüedad, Usmate era dueña de una iglesia dedicada al obispo San Zenón, pero no era considerada una parroquia hasta que San Carlos Borromeo colaboró para ese fin en el año de 1571, porque hasta esas fechas Usmate formaba parte de la parroquia de Vimercate. Después de la Paz de Constanza, surgieron nuevas disputas entre los nobles y plebeyos milaneses con frecuentes derramamientos de sangre. Los nobles, abrumados, se vieron obligados a refugiarse en los pueblos de la Brianza, donde tenían sus pertenencias. Guidotto de Usmate, elegido como cónsul, logró reunir a las dos partes y concluir en 1219 el Pacto reconocido como “Pace di Lecco”, mediante el cual los nobles podían volver a entrar a Milán.
A inicios del siglo XIV las tierras de Usmate pertenecían a Bernabò Visconti, señor de Milán, tirano temido quien visitaba a menudo el lugar atraído por las cacerías que le ofrecían las tierras de la Brianza.
También Usmate fue testigo de sangrientas batallas. Famosa fue la de febrero de 1322 entre el ejército ghibellino, capitaneado por Marco Visconti y el ejército güelfo. La suerte de las armas sonrió a los güelfos que después de poner en fuga a Marco Visconti entraron a Usmate, luego a Vimercate e inmediatamente después asediaron Monza.
Usmate a veces era llamada vulgarmente Osio, Öeus en el dialecto del lugar, esto porque en el periodo de la dominación española, los feudatarios de Usmate eran los Condes Osio. Entre éstos llegaría a ser famoso el conde Gian Paolo Osio, el cual poseía en Usmate un castillo del cual actualmente no se tiene ningún rastro. Fue el seductor de la famosa Monja de Monza, citada en el libro "Los Novios" de Alessandro Manzoni, reinaba y tiranizaba cometiendo horribles delitos impunemente, pero a causa de uno de ellos fue citado para responder ante las autoridades, y no presentándose ante la justicia se llegó a creer que se hubiese refugiado en su castillo, por lo que el castillo fue destruido en 1608, sin embargo el conde fue asesinado en la casa de un amigo con el cual se había refugiado.

### Velate
Velate antiguamente formaba parte del Condado de Milán; en las crónicas se lee que Berengario I, longobardo, agradecido hacia el Capítulo de Monza por varios beneficios recibidos de éste, con diploma 11 de julio de 920 dona al mismo Capítulo el pueblo de Velate. En algunos documentos citados por Paolo Frisi en sus Memorias, resulta que también el emperador Lotario, en 1136 confirmó tal posesión.
Centro agrícola de las colinas de la Brianza, Velate conoció una significativa transformación entre los siglos XVIII y XIX. En los primeros años del siglo XIX, el conde Rinaldo de Barbiano, príncipe de Belgioioso d'Este concentró gran parte de bienes agrícolas de la comunidad de Velate, a los cuales agregó algunos terrenos más en Usmate. Propietario de casi 3,700 pérticas de tierra en Velate, el conde hizo de su residencia en el centro del pueblo una espléndida villa clásica, la cual contaba con un oratorio privado y un magnífico parque.
Los bienes del conde pasaron a la hija María Beatrice, que en 1812, se había casado con el conde Giovanni Giulini della Porta. Maria Beatrice encariñada con el lugar manda construir una tumba de familia (la capilla S. Felice), sobrevive al marido y a sus hijos Rinaldo y Cesare. Cuando murió en 1871 sus bienes pasaron a manos de su hija Anna, viuda de Camillo Casati.
A través de complejos manejos familiares una gran cantidad de bienes concentrados en Velate, Arcore, Muggio y Usmate ampliaron el patrimonio de la familia Casati, en particular de Gian Alfonso Casati, séptimo hijo de Anna Giuliani della Porta y de Camillo Casati, padre de Alessandro Casati, amigo de Benedetto Croce y representante importante del mundo liberal italiano.
En 1919 la villa, el parque y diferentes terrenos situados a noroeste de Velate fueron vendidos al comerciante Maurizzio Scaccabarozzi de Vimercate, el cual se estableció con su familia.
Velate obtiene el título de Milanés con R.D. n.° 1054 del 14 de diciembre de 1862.
Usmate y Velate ya formaban parte de la parroquia de Vimercate cuando en enero de 1475, el duque Francesco Sforza otorgó a Giovanni Antonio Secco, alias el conde Borella (o Secchi Borella, de un feudo en Calabria), prefecto de las escuderías ducales (las cuales darán origen a las familias Seccoborella, Borella de Secchi y también Borella), el título de conde, asignando el feudo de Vimercate con toda y su parroquia.
Trescientos años más tarde el conde Gian Battista Trotti de Vimercate se casa con Giulia Seccoborella y toma el control del feudo.

### Usmate Velate
La unificación de Usmate y Velate se remonta al 24 de febrero de 1869 cuando Usmate, ya siendo municipio autónomo, fue agregado a Velate Milanese, modificando así la denominación en Usmate de Velate. Solo el 15 de agosto de 1930, Velate Milanese fue autorizado a transferir la sede municipal a Usmate de Velate, asumiendo el nombre actual de Usmate Velate.
A petición del municipio el 20 de septiembre de 1930, el actual Jefe de Gabinete Giuseppe Monfrinilo presentó la petición del emblema y de la bandera del municipio, la cual fue aceptada el 30 de octubre de 1954 con el decreto presidencial de Luigi Einaudi.
El escudo de armas recuerda a aquellos emblemas de las familias ricas y potentes que residieron en Usmate Velate, "quienes dominaron el pueblo y sus alrededores en propiedades y poder"; El escudo se compone de tres secciones: en la parte alta la primera figura representa un martillo entre dos alas, de color rojo con fondo de color oro, símbolos antiguos de los emblemas de las familias Ala e Ponzone; la segunda sección presenta tres estrellas de plata y seis puntas sobre fondo azul, tomadas de los emblemas de la familia Osio y la última sección reproduce un tablero de ajedrez con cuadros de color plata y rojo, presentes en los emblemas de la familia Barbiano de Belgioioso. El escudo se completa con una corona de plata y con dos ramas, una de encino y la otra de laurel, los adornos del municipio.

## Ciclismo
En la localidad está situada la sede del equipo ciclista profesional, perteneciente al UCI ProTour Lampre-Farnese Vini.